# Ivan al IV-lea al Rusiei
Ivan al IV-lea, numit și Ivan cel Groaznic, (n. 25 august 1530, Kolomenskoe⁠(d), Moskovsky Uyezd⁠(d), Gubernia Moscova⁠(d), Imperiul Rus – d. 18/28 martie 1584, Moscova, Țaratul Rusiei) a fost primul cneaz moscovit care s-a intitulat „țar”.

## Copilăria
Ivan a fost fiul mult așteptat al Marelui Cneaz al Moscovei Vasili. S-a născut la 25 august 1530, când tatăl său avea 51 de ani. 10 zile mai târziu, Ivan a fost botezat la mănăstirea Sfintei Treimi. După doi ani, mama sa, Elena, aduce pe lume al doilea fiu, Iuri.
La 25 noiembrie 1533, Marele Cneaz aflat pe moarte dictează testamentul definitiv: îl desemnează la tron pe fiul său Ivan care are aproape 3 ani, punându-l până la vârsta de 15 ani sub tutela mamei sale Elena și a boierilor. La 4 decembrie 1533, după o domnie de 29 de ani, Vasili al III-lea moare. După moartea tatălui a reluat regența pentru un timp 5 ani, mama lui Ivan, Elena Glinskaia, însă ea moare în 1538, probabil otrăvită. Urmează pentru tron o luptă crâncenă între boieri, care au fost însoțite de acte de cruzime deosebită. Rămas orfan, în fața boierilor care se luptă pentru putere, Ivan se teme pentru viața sa. Asistă la adevărate lecții de cruzime și viclenie. Acestea probabil au fost lecțiile pentru Ivan pe care le-a aplicat mai târziu. La vârsta de 13 ani când devine conștient de autoritatea lui se răzbună, astfel la data de 29 decembrie 1543, dă ordin să fie prins boierul Andrei Suiski și este lăsat să fie sfâșiat de câinii de vânătoare înfometați. Mitropolitul Macarie îl ajută să se familiarizeze cu teologia și istoria. Călătorește mult, vizitează mănăstiri, vânează.

## Țar

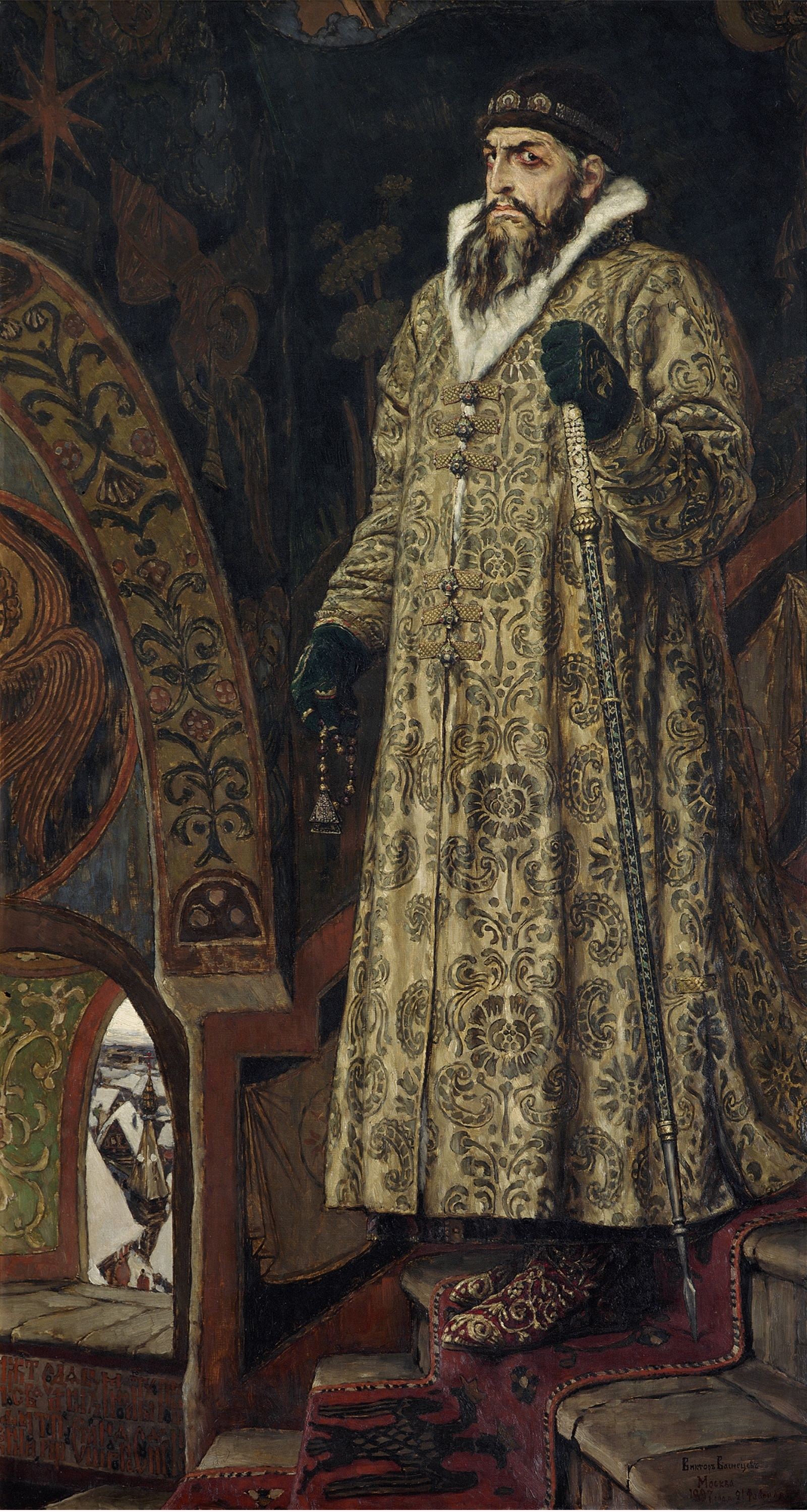
Portret al lui Ivan al IV-lea de Victor Vasnetsov, 1897, Galeria Tretiakov, Moscova).

Ivan este încoronat Țar la 16 ianuarie 1547, la Moscova la vârsta de 16 ani.  Se căsătorește la 3 februarie 1547 în Catedrala Adormirii Maicii Domnului cu Anastasia Romanova, fiică de boieri ai unei familii de viță veche. Formează un sfat de tip nou, Izbrannaia Rada (Consiliu ales), alcătuit din membri ai nobilimii și ai clerului. Adunarea este dominată de doi oameni: Mitropolitul Macarie, cultivat, autorul multor cărți de evlavie și de istorie, și părintele Silvestru, predicatorul iluminat.
În 1552, el a învins Hanatul Kazanului, armatele căruia au devastat Nord-Estul Rusiei în mod repetat și a anexat teritoriul său (2 octombrie 1552). La 28 martie 1554 se naște țareviciul Ivan. Țarina mai născuse două fete dintre care una, Ana, a murit la douăzeci de luni și un băiat, Dimitri, care a murit la câteva luni.
În august 1554, supune regiunea Astrahanului. Prin această cucerire, Rusia câștigă un debușeu la Marea Caspică și controlează tot cursul Volgăi. În 1558, armata sa pătrunde în Livonia.
Țarina Anastasia moare la 7 august 1560, iar Ivan se căsătorește la 21 august 1561, cu fiica prințului cerchez Temriuk, care este botezată și primește numele de Maria. Noua țarină este frumoasă, însă analfabetă, răzbunătoare și sălbatică. Naște un băiat, Vasili, care va muri după câteva săptămâni. La 1 septembrie 1569, în vârsta de 25 de ani țarina Maria moare otrăvită.
Marele oraș comercial Poloțk cade în mâinile lui Ivan în februarie 1563, care adăugă titlurilor sale și pe acela de mare prinț al Polțkului.

### Reforme
În 1550, formează Zemski Sobor, o adunare care înregistrează hotărârile domnitorului. Alcătuiește Țarski Sudebnik (Codicele țarist din 1550), care să-l înlocuiască pe Kneajeski Sudebnik al bunicului său Ivan al III-lea care data din 1479. Plasează în posturile-cheie ale imperiului oameni noi, proveniți dintr-un mediu modest.
La 23 februarie 1551, Ivan convoacă cel de-al treilea sinod bisericesc, unde înmânează prelaților un document numit Stoglav cu privire la reformele pe care intenționează să le facă pentru a însănătoși funcționarea Bisericii; stareții și mănăstirile nu vor mai putea face nici o achiziție fără încuviințarea suveranului, se va interzice mănăstirilor să dea împrumut bani cu camătă. Fiecare oraș va avea școala lui, deservită de preoți și de dieci; se va preda scrierea, cititul, aritmetica, cântul, religia, bunele maniere.
Ivan reorganizează nobilimea țării, țăranii rămân legați de glie, dacă nu de jure, cel puțin de facto. Țarul guvernează cu ajutorul Dumei boierilor. În cazurile grave el convoacă chiar Zemski Sobor. Totuși, aceste adunări nu au decât un vot consultativ.
În 1565, împarte țara în opricinina și zemșcina. Opricinina constituie domeniul privat al țarului, pe care acesta îl va administra cum vrea și asupra căruia va avea putere deplină. Zemșcina cuprinde restul teritoriului. Prin decizia unilaterală a Țarului, în opricinina vor intra câteva cartiere din Moscova, 27 de orașe, 18 districte și principalele căi de comunicație. Douăsprezece mii de familii aristocrate sunt strămutate și-și pierd averea și influența. Se va naște o nouă clasă, opricininici, care datorează lui Ivan ascensiunea lor. Funcția lor este deasupra legii, iar terenul lor de manevră este zemșcina. Violența lor este încurajată de țar, care îi răsplătește cu bunurile luate de la trădători. Curând aceștia devin de temut și detestați.

## Sfârșitul domniei

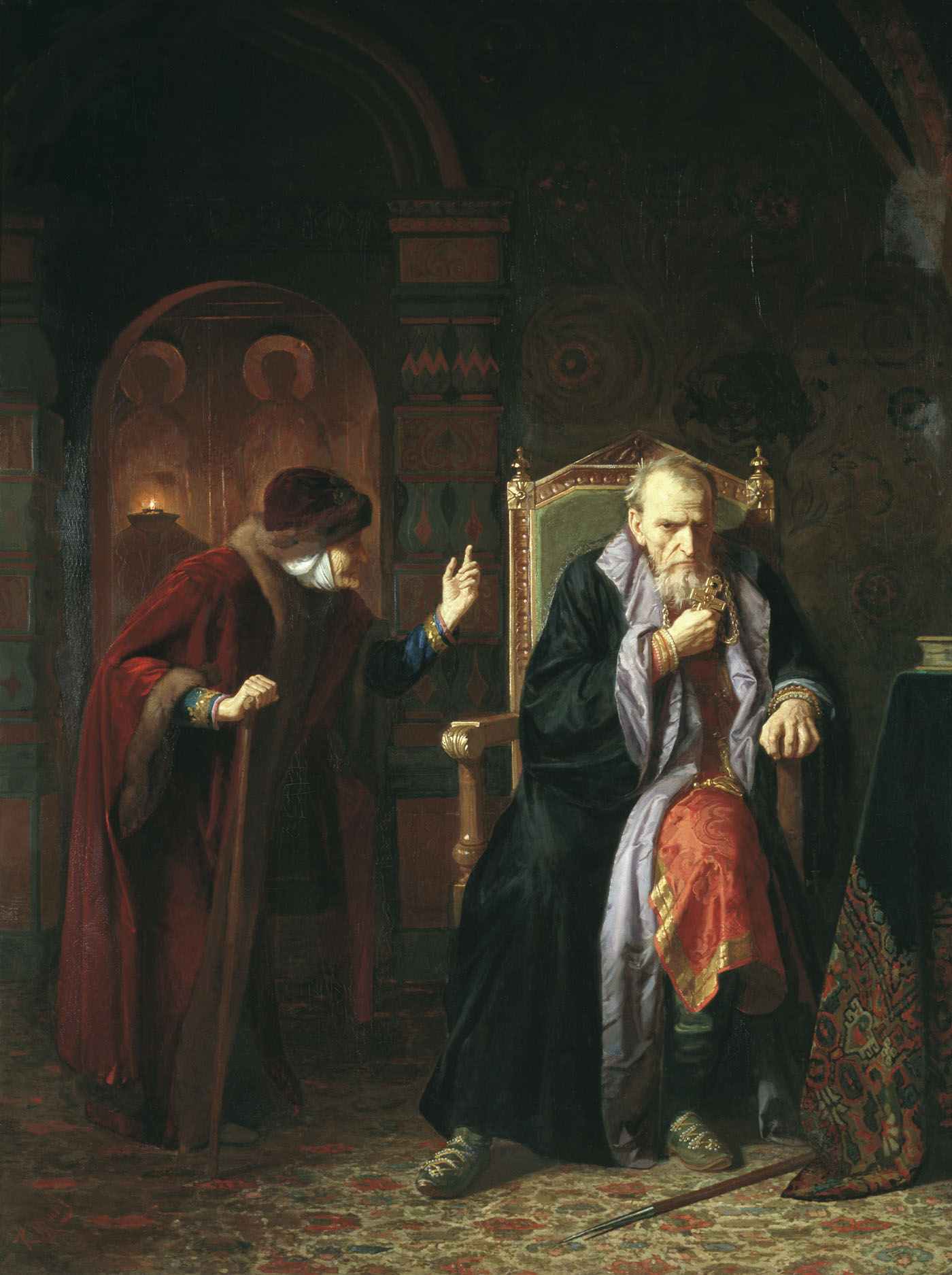
Ivan cel Groaznic și bonă sa

Nemulțumirea crește în rândul populațiilor din două orașe alipite de curând Rusiei: Novgorod și Pskov. Novgorodul a fost cucerit în 1471 de marele cneaz Ivan al III-lea, bunicul lui Ivan cel Groaznic iar Pskovul în 1510 de marele cneaz Vasili al III-lea, tatăl lui Ivan. Sub pretextul că ar exista o scrisoare prin care populația ar fi dispusă să se supună Poloniei, la 2 ianuarie 1570, avangarda armatei țarului ajunge la zidurile Novgorodului.
Soldații ridică în jurul orașului zăplazuri înalte pentru ca nimeni să nu poată ieși, bisericile sunt încuiate pentru ca nimeni să nu se poată refugia în ele, toți funcționarii sunt arestați, sunt uciși preoții. Locuitorii Novgorodului sunt aduși în fața Țarului și a fiului său, Ivan; sunt bătuți, torturați, omorâți. Masacrul durează cinci săptămâni. Numărul total al victimelor se ridică la 15.000 potrivit lui Kurbski, la 18.000 potrivit Celei de-a treia cronici a Novgorodului, la 27.000 după Taube și Kruse, la 60.000 după autorul Primei cronici a Pskovului.
Opricinicii asediază casele și prăvăliile, devastează bisericile. Novgorodul nu-și va reveni niciodată după masacrul din 1570. El va rămâne un oraș de mâna a doua, sărac și cu populație puțină.
Ivan cel Groaznic se îndreaptă cu armata spre Pskov însă orașul i se așterne la picioare iar după câteva zile Ivan se întoarce la Moscova unde execută prizonierii pe care i-a luat din Novgorod.
În 1570, sultanul Turciei, Selim al II-lea pretinde Rusiei restituirea Kazanului și Astrahanului sau ca Moscova să plătească un tribut anual Porții. În timp ce negocierile se împotmolesc, la începutul anului 1571, tătarii din Crimeea invadează teritoriile meridionale ale Rusiei. La 24 mai 1571, tătarii dau foc caselor de la periferia Moscovei.

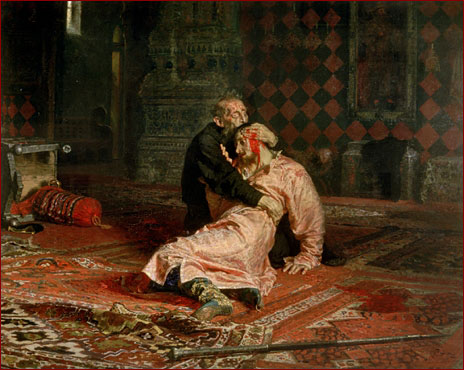
Ivan cel Groaznic și fiul său Ivan, 16 noiembrie 1581.

La 28 octombrie 1571, Ivan se căsătorește pentru a treia oară cu Marfa Sobakina, fiica unui negustor din Novgorod, iar la 3 noiembrie are loc nunta fiului său Ivan cu Eudoxia Saburova. Țarina Marfa, care se îmbolnăvise înainte de nuntă, moare la 13 noiembrie 1571. De teamă că nu i se va permite cea de-a patra căsătorie, declară că n-a avut nici un contact carnal cu soția sa și cere Bisericii anularea căsătoriei. Se însoară la 29 aprilie 1572 cu Anna Koltovski, fiica unui curtean. După doi ani de căsătorie îi va reproșa sterilitatea, o va repudia și o va trimite într-o mănăstire unde va deveni sora Daria.
Țarul se căsătorește pentru a cincea oară cu Anna Vasilcikova care, curând, va suferi o moarte violentă. A șasea soție, Vasilisa Melentieva, este surprinsă după câteva luni în adulter cu prințul Ivan Devtelev. Este tunsă și trimisă la mănăstire. Cea de-a șaptea soție, Maria Dolgoruki, îl dezamăgește pe Țar mai mult decât toate celelalte: nu este fecioară. Este legată de o trăsură iar caii o trag în râu unde se îneacă. În 1581 se căsătorește pentru a opta oară cu Maria Feodorovna Nagoi, fiica unui dregător de la curte. În același timp, fiul său Feodor o ia de soție pe Irina, sora lui Boris Godunov.
În timp ce era plecat în luna de miere cu cea de-a patra soție, armata hanului tătar Devlet-Ghirei înaintează din nou spre Moscova. Armata rusă sub conducerea prințului Vorotânski reușeste să-i înfrângă pe tătari. Ivan dizolvă opricinina care este detestată în țară, dar și pentru că avea nevoie de consimțământul nobililor polonezi. Scopul său este de a se încorona rege al Poloniei în urma decesului regelui Sigismund-August care n-a lăsat moștenitori pe linie masculină.

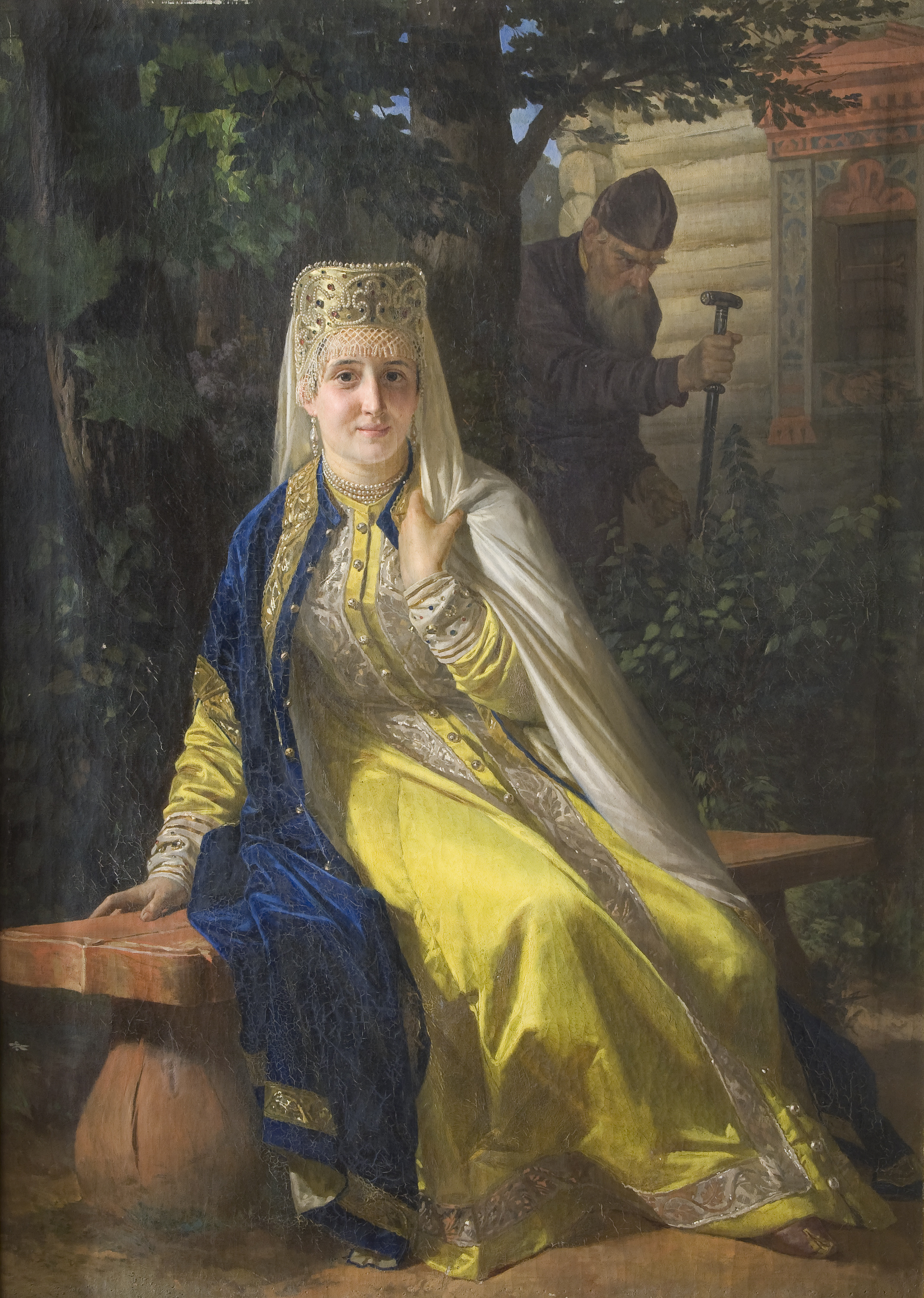
Vasilisa Melentieva, cea de-a șasea soție.

Ambasadorul Poloniei, Mihail Haraburda, cere Țarului în schimbul alegerii sale să modifice frontiera în avantajul Poloniei, să abandoneze Poloțkul, Smolenskul și alte orașe rusești. Ivan refuză. După multe pertractări, Dieta poloneză îl alege pe Henric de Valois, duce de Anjou, fratele regelui Carol al IX-lea al Franței.
După decesul regelui Carol al IX-lea al Franței, Henric, regele Poloniei fuge noaptea în Franța și se încoronează sub numele de Henric al III-lea al Franței. Noul rege al Poloniei, Ștefan Bathory îi scrie lui Ivan al IV-lea că va respecta armistițiul de trei ani încheiat între Rusia și Polonia. Ivan și-a anexat cea mai mare parte a Livoniei în 1577. Doi ani mai târziu, armata poloneză aliată cu armata suedeză zdrobesc armata rusă. La 15 ianuarie 1582, este semnat un armistițiu pe 10 ani între Polonia și Rusia. Rușii abandonează întreaga Livonie și Poloțkul, iar polonezii evacuează orașele rusești pe care le-au cucerit.
Țareviciul Ivan care are 27 de ani și care a urmărit îndeaproape tratativele de pace cu Polonia îi reproșează tatălui său lașitatea de care dă dovadă și îi cere încredințarea trupelor pentru a elibera Pskovul. După câteva zile, la începutul lunii noiembrie, o solie de boieri îi cere Țarului să preia comanda trupelor sau să-l trimită pe țareviciul Ivan pentru a lupta împotriva polonezilor. Ivan crede că este vorba de o conspirație împotriva lui. La 15 noiembrie 1581 își vede nora, Elena, soția lui Ivan, care era însărcinată într-un stadiu avansat, purtând o rochie ușoară în loc de trei rochii așa cum era obiceiul. O bate atât de tare încât aceasta avortează. Țareviciul furios ridică vocea în fața suveranului. Ivan își lovește fiul la întâmplare cu bastonul său cu vârful de fier și îl rănește mortal. La 19 noiembrie 1581, oficial țareviciul moare în urma unei febre puternice.
 Ivan care își iubea fiul foarte mult, este distrus, refuză să doarmă și să se hrănească, se simte vinovat atât pentru că și-a omorât fiul dar și pentru că acest fiu era moștenitorul tronului.
La 19 octombrie 1582, Maria Nagoi naște un băiat sănătos, Dmitri.

## Decesul

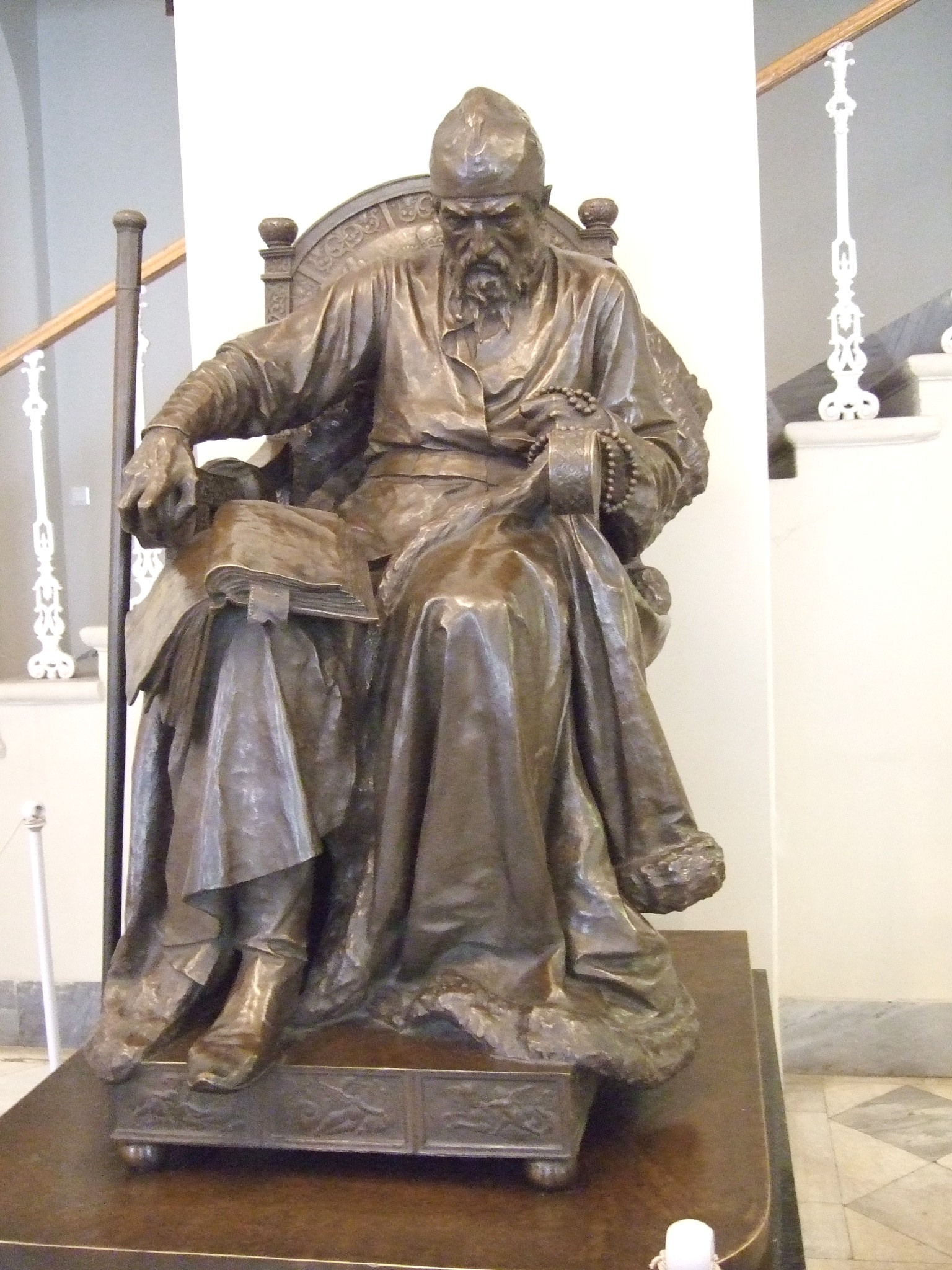
Ivan al IV-lea

De când și-a ucis fiul, Ivan nu poate dormi decât câteva ore pe noapte. Dezmățul, excesul de mâncare și băutură i-au ruinat sănătatea. La începutul anului 1584, decăderea fizică se accentuează. Pentru că nici poțiunile medicilor și nici rugăciunile preoților nu opresc boala, Ivan cheamă vracii. Din toate părțile sosesc la Moscova astrologi, ghicitori, vraci.
Deși i se ascunde concluzia prezicătorilor, Țarul află printr-o indiscreție, că astrologii i-au calculat data decesului - 18 martie.
Începe să facă mai multe daruri bisericilor și este preocupat de succesiune. În prezența boierilor dictează dispoziții prin care îl numește moștenitor pe cel de-al doilea fiu al său, Feodor. Pentru a-l ajuta pe Feodor, numește și o comisie alcătuită din cinci boieri: Ivan Șuiski, eroul asediului Pskovului, Ivan Matislavski, fiul nepoatei marelui cneaz Vasili, Nicetas Iuriev, fratele primei sale soții, Anastasia, Bogdan Bielski și mai ales Boris Godunov, a cărui soră Irina s-a căsătorit cu țareviciul.
În ziua de 18 martie 1584, Ivan moare în timpul unei partide de șah cu Bogdan Bielski. Cel mai probabil Ivan a murit de o afecțiune a intestinelor și a aparatului urogenital.
A fost înmormântat în biserica Sfântului Arhanghel Mihail alături de fiul său pe care l-a ucis într-un acces de furie. Pe mormântul său figurează următoarea inscripție: "În anul 7092-1584, în a optsprezecea zi a lunii martie, s-a înfățișat preacredinciosiului suveran, țar și mare cneaz al întregii Rusii, Ivan Vasilievici, în călugărie Ionas."

## Familie

### Căsătorii confirmate
Acesta s-a căsătorit pentru prima dată cu Anastasia Romanovna, a doua fiică a Boierului Roman Yurievich Zakharyin. Anastasia, împreună cu fiicele nemăritate ale nobiliilor din toată țara, au venit la Kremlin pentru a participa la selecția unei soții pentru tânărul Țar Ivan. Nunta a avut loc pe 3 Februarie 1546, la Catedrala Bunavestire din Moscova. Cuplul a avut următorii copii:
- Tsarevna Anna Ivanovna (10 August 1548 – 20 Iuliei 1550). A murit în copilărie.
- Tsarevna Maria Ivanovna (17 Martie 1551). A murit în copilărie.
- Țarevici Dmitri Ivanovici (11 Octombrie 1552 – 26 Iunie 1553). A murit în copilărie.
- Țareviciul Ivan Ivanovici (28 martie 1554 – 19 noiembrie 1581). Se presupune că ar fi fost ucis de tatăl său.
- Tsarevna Eudoxia Ivanovna (26 Februarie 1556 – Iunie 1558). A murit în copilărie.
- Țareviciul Feodor Ivanovici, Țar al Rusiei ( 25 August 1530 -  17 Ianuarie 1596). A moștenit tronul rus după moartea tatălui său, însă nu era interesat de politică, lăsând puterea în mâinele lui Boris Godunov.

Înainte de a muri, Anastasia l-a avertizat pe Ivan să nu se căsătorească cu o păgână. Imediat după moartea soției sale, i-a fost prezentata o nouă fată, Maria Temryukovna. Fiind suprins de frumusețea Mariei, acesta a luat-o imediat de soție. Ivan a regretat decizia aceasta, întrucât Maria era văzută ca o persoană literată și care nu s-a putut integra in cultura rusă. A născut un fiu care va muri prematur.
- Țareviciul Vasili Ivanovici (21 Martie 1563 – 3 Mai 1563)

A avut loc o nouă selecție, iar dintre cele 12 finaliste, a fost aleasă Marfa Sobakina. Înainte de nuntă, mama ei a pus-o să mănânce o cremă, care trebuia sa o ajute pe fată sa fie fertilă, însa după câteva zile de la căsătorie Marfa a murit.
A mai fost căsătorit cu Anna Koltovskaya, apoi Anna Vasilchikova, care au fost trimise la mănăstiri după ce au fost repudiate de soțul lor.
A mai luat de soție pe văduva Maria Nagaya, cu care a avut un fiu.
- Țareviciul Dmitri Ivanovici (19 Octobrie 1582 – 15 Mai 1591). După moartea sa, identitatea sa a fost furată de mai mult pretendenți.